# Superficie equipotenziale
Una superficie equipotenziale è una superficie sulla quale il potenziale di un campo conservativo ha valore costante. Quando un corpo si muove all'interno del campo mantenendosi sempre sulla stessa superficie equipotenziale, la sua energia potenziale rimane costante ed il campo non compie lavoro su di esso.
In un campo conservativo esistono infinite superfici equipotenziali, una per ciascun valore del potenziale: esse riempiono lo spazio e sono tra loro disgiunte, ossia ciascun punto dello spazio appartiene sempre ad una e una sola superficie equipotenziale.
Poiché, per definizione, il campo è uguale al gradiente del potenziale, in ogni punto di una superficie equipotenziale esso è sempre perpendicolare alla superficie stessa. Sviluppando infatti in serie di Taylor multidimensionale il potenziale nell'intorno di un punto si ottiene
{\displaystyle V(\mathbf {r} )=V(\mathbf {r} _{0})+\nabla V(\mathbf {r} _{0})\cdot (\mathbf {r} -\mathbf {r} _{0})+O\left((\mathbf {r} -\mathbf {r} _{0})^{2}\right)}
e quindi si ha {\displaystyle V(\mathbf {r} )=V(\mathbf {r} _{0})} laddove {\displaystyle \nabla V(\mathbf {r} _{0})\cdot (\mathbf {r} -\mathbf {r} _{0})=0}, cioè dove {\displaystyle \nabla V(\mathbf {r} _{0})} e {\displaystyle \mathbf {r} -\mathbf {r} _{0}} sono tra loro perpendicolari.
Di conseguenza le superfici equipotenziali sono sempre perpendicolari anche alle linee di forza del campo.

## Campo gravitazionale
Il concetto di superficie equipotenziale per il campo gravitazionale trova applicazione nel principio dei vasi comunicanti: la superficie libera di un liquido è sempre una superficie equipotenziale, perché questa è la configurazione che minimizza l'energia potenziale complessiva del liquido. Infatti, se il potenziale alla superficie del liquido non fosse costante, si potrebbe sempre abbassare l'energia potenziale spostando del liquido da una regione a potenziale più alto ad una a potenziale più basso. In una regione limitata sulla superficie terrestre, il campo gravitazionale si può approssimare con un vettore costante g rivolto verso il basso: in questa approssimazione le superfici equipotenziali del campo sono dei piani orizzontali, e il principio dei vasi comunicanti si può esprimere nella sua forma più nota, ovvero che il livello dell'acqua in uno o più recipienti comunicanti raggiunge in tutti i punti la stessa altezza.
Il geoide è, per definizione, la superficie equipotenziale del campo gravitazionale della Terra ad un livello di potenziale convenzionalmente definito in modo da corrispondere al livello medio del mare. Poiché il campo gravitazionale terrestre è influenzato dalla disposizione irregolare delle masse degli oceani e dei continenti, la forma esatta del geoide è molto complessa; in prima approssimazione è un ellissoide di rotazione con un modesto schiacciamento (circa 1/300), il cui asse minore corrisponde all'asse di rotazione della Terra.
Puntualmente ogni vettore rappresentante un generico campo di forza è tangente alle linee di forza stesse ed è perpendicolare alle superfici equipotenziali. Approssimando pertanto il geoide con una sfera di raggio R, il campo gravitazionale si può approssimare puntualmente con un vettore costante g rivolto sempre e solo verso il centro di massa della sfera (approssimabile quindi con il centro geometrico della sfera e pertanto il vettore g risulta sempre e solo radiale). In questa approssimazione una generica superficie equipotenziale del campo gravitazionale corrisponde ad una superficie sferica di raggio pari ad "r". Tale approssimazione vale per qualunque pianeta o stella di forma quasi sferica. Per corpi celesti con forme irregolari oppure ammassi non uniformi vale la stessa regola (g è rivolto sempre e solo verso il centro di massa), però la definizione di una superficie equipotenziale risulta molto complessa e nella maggior parte dei casi non rappresentabile o calcolabile.

## Campo elettrico
Nel caso elettrostatico (cioè di campo elettrico costante nel tempo), tutti i punti di un conduttore hanno lo stesso potenziale elettrico (si applica lo stesso ragionamento fatto sopra per il principio dei vasi comunicanti; in questo caso però non è la forma del conduttore a cambiare, ma la distribuzione delle cariche al suo interno): la sua superficie quindi è sempre una superficie equipotenziale. Per questa ragione il campo elettrico alla superficie di un conduttore è sempre perpendicolare alla superficie stessa.